# 2803 Vilho
2803  Vilho eller 1940 WG är en asteroid i huvudbältet som upptäcktes den 29 november 1940 av den finska astronomen Liisi Oterma vid Storheikkilä observatorium. Den har fått sitt namn efter den finländske meteorologen Vilho Väisälä.
Asteroiden har en diameter på ungefär 21 kilometer och den tillhör asteroidgruppen Themis.